# Krigsåret 1942

## Pågående krig
- Andra sino-japanska kriget (1937-1945)
  - Japan på ena sidan
  - Kina på andra sidan

- Andra världskriget (1939-1945)[1]
  - Tyskland, Italien och Japan på ena sidan
  - Storbritannien och Frankrike, Sovjetunionen och USA (från december) på andra sidan

## Händelser
- 20 januari - Administrativ samordning av förintelsen på Wannseekonferensen.
- 15 februari - Japan segrar i slaget om Singapore.
- 18 april - Doolittleräden, amerikanskt bombanfall mot Japan.
- 7 juni - USA:s flotta segrar i slaget vid Midway i Stilla havet.
- 4 juli - Tyskland vinner efter stor möda slaget om Sevastopol.
- 7 augusti - De allierade inleder Guadalcanalkampanjen i Salomonöarna.
- 19 augusti - Räden i Dieppe misslyckas för brittiska och kanadensiska trupper.
- 21 augusti - Tyskland inleder slaget vid Stalingrad och når framgångar.
- 3 november - Britterna vinner mot tyska och italienska styrkor i slaget vid el-Alamein i Egypten.
- 8 november - De allierade landstiger i Marocko; Operation Torch.

### Fotnoter
1. ↑  ”World Statesmen”. http://www.worldstatesmen.org/WARS.html. Läst 28 juni 2011.